# Amateur Radio Society of Barbados
Die Amateur Radio Society of Barbados (ARSB), deutsch „Barbadischer Amateurfunkverband“, wörtlich „Amateurfunkgesellschaft von Barbados“, ist die nationale Vereinigung der Funkamateure auf Barbados.
Die ARSB wurde 1955 gegründet und hat ihren Sitz im Parish Saint James etwa fünf Kilometer nördlich der Hauptstadt Bridgetown. Zu den vielfältigen Mitgliederaktivitäten gehören:
- Regelmäßige Treffen als soziales Element und zum Gedankenaustausch,
- Betrieb einer Clubstation zur Funkkommunikation und für Experimente,
- Aus- und Weiterbildung von Funkamateuren sowie
- Zusammenarbeit mit lokalen und internationalen Behörden.[1]

Die ARSB ist Mitglied in der International Amateur Radio Union (IARU Region 2), der internationalen Vereinigung von Amateurfunkverbänden, und vertritt dort die Interessen der Funkamateure des Landes.